# Lil'B
Lil'B é um duo pop japonês que faz parte da Sony Music Entertainment. Eles fizeram sua estreia em junho de 2008 com o single “orange”, que foi tema do 15º encerramento da série Anime/Mangá Bleach. No dia 11 de Fevereiro de 2009 eles fizeram seu primeiro álbum chamado “Ima,Kimi e...”, que foi um dos 100 álbuns mais vendidos do ano.
Em 11 de Novembro de 2009, elas fizeram a música “Tsunaida Te” que foi tema de encerramento do anime "Fullmetal Alchemist:Brotherhood". A influência de Lil'B pode se ver na banda "Onelifecrew" que fez a música “Tsuioku Merry-Go-Round” com a mesma melodia da música “Jikan Wo Tomete” de Lil'B.
O nome da banda Lil'B é a abreviatura "Little" e "Betray".

## Membros
- Mie (vocal)
- Aila (rap)

## Discografia

### Álbuns
- Ima,Kimi e... (今、キミへ・・・) (11 de Fevereiro de 2009)
- One (9 de Dezembro de 2009)

### Singles
- Orange (オレンジ) (16 de Junho de 2008)
- Kimi ni Utatta Love Song (キミに歌ったラブソング) (14 de Setembro de 2008)
- Negaigoto Hitotsu Kimi e / JET★GIRL (願いごと一つキミへ／JET★GIRL) (26 de Novembro de 2008)
- Kimi ga Suki de (キミが好きで) (28 de Janeiro de 2009)
- Jikan wo Tomete... (時間を止めて・・・) (19 de Agosto de 2009)
- Tsunaida Te (つないだ手・) (11 de Novembro de 2009)
- Memory (3 de Março de 2010)
- Hitomi Tojite mo (瞳閉じても) (28 de Julho de 2010)